# Am Glückshaus 18–20
Die Gebäude Am Glückshaus 18–20 sind eine Villa und ein zugehöriges Pförtnerhaus in Mehlem, einem Ortsteil des Bonner Stadtbezirks Bad Godesberg, die sich ursprünglich in Königswinter befanden und 1937 an ihren heutigen Standort transloziert wurden. Sie liegen an der Ecke Am Glückshaus/Rüdigerstraße oberhalb des Rheinufers. Die Gebäude stehen als Baudenkmal unter Denkmalschutz.

## Geschichte
Die Villa wurde in der ersten Hälfte des 19. Jahrhunderts im Süden der Königswinterer Altstadt zwischen Hauptstraße und Rheinallee errichtet, wobei weder das genaue Baujahr noch der Bauherr und der Architekt bekannt sind. In der Zeit des Nationalsozialismus (1933–1945) plante die Deutsche Arbeitsfront (DAF), deren Unterorganisation Kraft durch Freude (KDF) einen Großteil des Fremdenverkehrs in Königswinter organisierte, anstelle der vorhandenen Gebäude im Südteil der Stadt ein großes Erholungsheim zu errichten. Gegen den dadurch erforderlichen Abbruch der Villa und des zugehörigen Pförtnerhauses legte der damalige Provinzialkonservator der Rheinprovinz 1937 Einspruch ein, da er sie für künstlerisch wertvoll befand. Die DAF war daher zur Translozierung beider Gebäude – ihrer Abtragung und der anschließenden Wiedererrichtung an einem anderen Ort – verpflichtet.
Die DAF ließ die Villa für die Witwe des Hagener Fabrikanten Emil Hoesch (1859–1928) auf dem Königswinter gegenüberliegenden Rheinufer in Mehlem wiederaufbauen. Die Translozierung wurde von dem Königswinterer Architekten Franz Josef Krings geleitet, der zugleich auch als Treuhänder für die DAF auftrat. Am 3. März 1937 stellte er einen Bauantrag bei der Ortspolizeibehörde Godesberg für den Neubau eines Wohnhauses mit Pförtnerhaus. Aufgrund eines im Rahmen der baupolizeilichen Vorschriften mit 33 m zu großen vorgesehenen Abstands des Hauses zum Rhein war eine Ausnahmegenehmigung durch den Regierungspräsidenten erforderlich, die am 18. August 1937 erteilt wurde. Zu diesem Zeitpunkt war mit dem Bau bereits begonnen worden; die Rohbauabnahme wurde am 23. November 1937 und die Gebrauchsabnahme am 15. Dezember 1938 durchgeführt. Das Pförtnerhaus erfuhr im Zuge der Translozierung einige Änderungen, die in Absprache mit dem Provinzialkonservator erfolgten.
Zu den nachfolgenden Besitzern des Anwesens gehörte Hans-Jürgen Möller, 1988–1994 Professor für Psychiatrie an der Universität Bonn. Es ist die einzige unter den Villen am Bonner Rheinufer, die ursprünglich nicht an ihrem heutigen Standort errichtet wurde.